# أليوت سي
أليوت سي (بالإنجليزية: Elliot See) هو رائد فضاء ومهندس وضابط وطيار اختبار أمريكي، ولد في 23 يوليو 1927 في دالاس في الولايات المتحدة، وتوفي في 28 فبراير 1966 في سانت لويس في الولايات المتحدة بسبب إصابة.

## وصلات خارجية
- أليوت سي على موقع IMDb (الإنجليزية)